# Tertium non datur
Tertium non datur, ordagrant översatt: ’(något) tredje gives icke’ är ett latinskt uttryck använt inom filosofin och logiken där det syftar på att ett påstående antingen kan vara sant eller falskt och att det inte finns en tredje väg – inte varken sant eller falskt eller sant och falskt. Begreppet anses komma från den latinska översättningen av Aristoteles Peri Logikes, "Om logik”.